# ابراهیم بن عمر جرواءانی اصفهانی
ابراهیم بن عمر بن حفض بن معدن جرواءانی اصفهانی، از محدّثین سده سوم هجری در اصفهان است. 
وی از بکر بن بکار، سلیمان بن حرب، علیّ بن عبدالحمید، محمّد بن اَبان و حسین بن حفص روایت می‌کند، و‌ هارون بن سلیمان و محمّد بن یحیی بن منده و محمّد بن احمد بن یزید از او نقل حدیث می‌کنند. 
وی در سال 251ق وفات یافت.